# Mørklægningsgardin
Mørklægningsgardin er en type gardin, der mørklægger det lokale, hvori det opsættes. 

## Historie
Mørklægningsgardiner brugtes især under 2. verdenskrig. Formålet med mørklægningen var at hindre at fjendtlige bombefly under natlige bombetogter kunne navigere ved hjælp af visuel genkendelse af byer, veje m.v. Regeringerne i de lande, der var involveret i 2. verdenskrig indførte således påbud om, at civilbefolkningen sørgede for, at der ikke trængte lys ud af beboelsesbygningerne. 

## I øvrigt
Mørklægningsgardiner optræder bl.a. i den kendte danske tv-serie Matador.